# Архиватор
Архиватор је информациони професионалац који процењује, прикупља, конзервира, управља и омогућује приступ документима и архивама које имају дугорочну вредност. Колекције које одржава архиватор могу имати веома различите облике: писма, дневници, друга лична документа, државна документа, звучни записи, филмови, дигиталне датотеке или други физички објекти.